# 吉尔斯-德塞尔达尼亚
吉尔斯-德塞尔达尼亚（西班牙語：Guils de Cerdaña，意为“塞尔达尼亚的吉尔斯”）是西班牙加泰罗尼亚赫罗纳省的一个市镇。总面积22平方公里，总人口331人（2001年），人口密度15人/平方公里。